# 第80回天皇杯全日本サッカー選手権大会
第80回天皇杯全日本サッカー選手権大会（だい80かいてんのうはいぜんにほんサッカーせんしゅけんたいかい）は、2000年（平成12年）11月25日から2001年（平成13年）1月1日まで開かれた天皇杯全日本サッカー選手権大会である。

## 概要
- 本大会出場は80チーム。
- 決勝戦は鹿島アントラーズが小笠原満男の大会史上初となるVゴールで清水エスパルスを下し3年ぶり2度目の優勝を果たした。この優勝で鹿島はJ1年間優勝、ヤマザキナビスコカップ優勝と合わせて、Jリーグクラブで初めての「同一シーズン三冠制覇」（トレブル）を達成した。

## 出場チーム

### J1リーグ
- 鹿島アントラーズ（17回目）
- ジェフユナイテッド市原（36回目）
- 柏レイソル（33回目）
- FC東京（7回目）
- ヴェルディ川崎（26回目）
- 川崎フロンターレ（17回目）
- 横浜F・マリノス（23回目）
- 清水エスパルス（9回目）

- ジュビロ磐田（24回目）
- 名古屋グランパスエイト（24回目）[1]
- 京都パープルサンガ（18回目）
- ガンバ大阪（20回目）
- セレッソ大阪（32回目）
- ヴィッセル神戸（14回目）
- サンフレッチェ広島（49回目）
- アビスパ福岡（9回目）

### J2リーグ
- コンサドーレ札幌（20回目）
- ベガルタ仙台（7回目）
- モンテディオ山形（9回目）
- 水戸ホーリーホック（5回目）
- 大宮アルディージャ（6回目）
- 浦和レッズ（36回目）

- 湘南ベルマーレ（29回目）
- ヴァンフォーレ甲府（9回目）
- アルビレックス新潟（9回目）
- サガン鳥栖（9回目）[2]
- 大分トリニータ（5回目）

### 日本フットボールリーグ
- 横浜FC（2回目）
- 本田技研（25回目）
- デンソー（8回目）

### 大学
- 東海大学（5回目）
- 法政大学（10回目）

### 2種
- 清水市立商業高校（初出場）

### 都道府県代表
- 北海道 道都大学（3回目）
- 青森県 八戸大学（2回目）
- 岩手県 新日鐵釜石（6回目）
- 宮城県 ソニー仙台（4回目）
- 秋田県 TDK（8回目）
- 山形県 山形中央高校（初出場）
- 福島県 FCプリメーロ（4回目）
- 茨城県 筑波大学（20回目）[3]
- 栃木県 栃木SC（3回目）
- 群馬県 群馬FCフォルトナ（初出場）
- 埼玉県 埼玉SC（2回目）
- 千葉県 順天堂大学（9回目）
- 東京都 横河電機（初出場）
- 神奈川県 神奈川教員（初出場）
- 山梨県 韮崎アストロス（6回目）
- 長野県 FC上田ジェンシャン（4回目）
- 新潟県 アップルスポーツカレッジFC（初出場）
- 富山県 YKK（9回目）
- 石川県 テイヘンズFC（7回目）
- 福井県 福井KSC（3回目）
- 静岡県 ジヤトコ・TT（4回目）
- 愛知県 愛知学院大学（6回目）
- 三重県 松下電工IFC（2回目）
- 岐阜県 岐阜工業高校（2回目）

- 滋賀県 草津東高校（3回目）
- 京都府 立命館大学（4回目）
- 大阪府 阪南大学（6回目）
- 兵庫県 関西学院大学（15回目）[4]
- 奈良県 天理大学（3回目）
- 和歌山県 初芝橋本高校（4回目）
- 鳥取県 SC鳥取（3回目）
- 島根県 石見FC（4回目）
- 岡山県 吉備国際大学（初出場）
- 広島県 サンフレッチェ広島ユース（初出場）
- 山口県 徳山大学（2回目）
- 香川県 サンライフFC（5回目）
- 徳島県 大塚製薬（12回目）
- 愛媛県 愛媛FC（2回目）
- 高知県 高知大学（6回目）
- 福岡県 福岡大学（20回目）
- 佐賀県 佐賀北高校（初出場）
- 長崎県 国見高校（2回目）
- 熊本県 NTT熊本（初出場）
- 大分県 新日鐵大分（3回目）
- 宮崎県 ホンダロック（2回目）
- 鹿児島県 鹿屋体育大学（3回目）
- 沖縄県 海邦銀行SC（2回目）

## 試合

### 1回戦
- 韮崎アストロス 0-4 法政大学
- 福岡大学 4-1 清水市立商業高校
- 群馬FCフォルトナ 0-2 コンサドーレ札幌
- 草津東高校 3-1 山形中央高校
- テイヘンズFC 1-5 アルビレックス新潟
- 立命館大学 2-4 国見高校
- 岐阜工業高校 1-7 サガン鳥栖
- 神奈川教員 1-0 YKK
- 愛媛FC 1-3 横浜FC
- 愛知学院大学 1-0 福井KSC
- 石見FC 0-4 湘南ベルマーレ
- 高知大学 1(PK4-5)1 吉備国際大学
- 初芝橋本高校 0-5 大分トリニータ
- サンフレッチェ広島ユース 0-1 FC上田ジェンシャン
- 天理大学 0-6 本田技研
- 新日鐵大分 4-2 新日鐵釜石
- FCプリメーロ 1-6 デンソー
- 順天堂大学 3v-2 TDK
- SC鳥取 0-3 大宮アルディージャ
- 徳山大学 1v-0 アップルスポーツカレッジFC
- 関西学院大学 2-1 ベガルタ仙台
- 栃木SC 3-0 八戸大学
- 松下電工IFC 0-4 ヴァンフォーレ甲府
- ソニー仙台 2-3v 道都大学
- 佐賀北高校 0-12 モンテディオ山形
- 鹿屋体育大学 1-4 ジヤトコ・TT
- 海邦銀行SC 0-3 水戸ホーリーホック
- 横河電機 1(PK4-5)1 阪南大学
- 埼玉SC 0-2 浦和レッドダイヤモンズ
- NTT熊本 0-2 ホンダロック
- 筑波大学 4-1 東海大学
- サンライフFC 0-5 大塚製薬

### 2回戦
- 法政大学 2-3v 福岡大学
- コンサドーレ札幌 6-0 草津東高校
- アルビレックス新潟 2-0 国見高校
- サガン鳥栖 6-0 神奈川教員
- 横浜FC 1-2 愛知学院大学
- 湘南ベルマーレ 3-0 吉備国際大学
- 大分トリニータ 7-0 FC上田ジェンシャン
- 本田技研 2-0 新日鐵大分
- デンソー 2-1 順天堂大学
- 大宮アルディージャ 4-1 徳山大学
- 関西学院大学 0-1 栃木SC
- ヴァンフォーレ甲府 2v-1 道都大学
- モンテディオ山形 1-2 ジヤトコ・TT
- 水戸ホーリーホック 2-0 阪南大学
- 浦和レッドダイヤモンズ 9-0 ホンダロック
- 筑波大学 1(PK2-4)1 大塚製薬

### 3回戦
- 横浜F・マリノス 2-0 福岡大学
- 京都パープルサンガ 0-1 コンサドーレ札幌
- ヴェルディ川崎 2-1 アルビレックス新潟
- 鹿島アントラーズ 2-1 サガン鳥栖
- ジュビロ磐田 5-0 愛知学院大学
- 名古屋グランパスエイト 3-2 湘南ベルマーレ
- ガンバ大阪 4-1 大分トリニータ
- 柏レイソル 2-1 本田技研
- 清水エスパルス 3-0 デンソー
- アビスパ福岡 4-2 大宮アルディージャ
- ジェフユナイテッド市原 1-0 栃木SC
- FC東京 0-1 ヴァンフォーレ甲府
- ヴィッセル神戸 2-1 ジヤトコ・TT
- サンフレッチェ広島 7-0 水戸ホーリーホック
- 川崎フロンターレ 0-2 浦和レッドダイヤモンズ
- セレッソ大阪 2-1 大塚製薬

### 4回戦
- 横浜F・マリノス 2v-1 コンサドーレ札幌
- ヴェルディ川崎 0-2 鹿島アントラーズ
- ジュビロ磐田 2-0 名古屋グランパスエイト
- ガンバ大阪 1(PK10-9)1 柏レイソル
- 清水エスパルス 1-0 アビスパ福岡
- ジェフユナイテッド市原 3-1 ヴァンフォーレ甲府
- ヴィッセル神戸 1-0 サンフレッチェ広島
- 浦和レッドダイヤモンズ 1-4 セレッソ大阪

### 準々決勝
- 横浜F・マリノス 1(PK1-4)1 鹿島アントラーズ
- ジュビロ磐田 0-1v ガンバ大阪
- 清水エスパルス 3-1 ジェフユナイテッド市原
- ヴィッセル神戸 2(PK4-3)2 セレッソ大阪

### 準決勝
- 鹿島アントラーズ 3v-2 ガンバ大阪
- 清水エスパルス 1-0 ヴィッセル神戸

### 決勝
| 2001年1月1日 13:33 |

| 鹿島アントラーズ                         | 3v－2 | 清水エスパルス                                      |
| 小笠原満男 41分、 90+2分 · 鈴木隆行 49分 |       | フェルナンド・ニコラス・オリバ 45分 · 伊東輝悦 81分 |

| 国立霞ヶ丘競技場陸上競技場 観客数: 53,501人 主審: 布瀬直次 |

| 鹿島アントラーズ     |    |              |      |
|                      |    |              |      |
| GK                   | 21 | 高桑大二朗   |      |
| DF                   | 2  | 名良橋晃     |      |
| DF                   | 3  | 秋田豊       |      |
| DF                   | 4  | ファビアーノ |      |
| DF                   | 26 | 根本裕一     | 59分 |
| MF                   | 18 | 熊谷浩二     |      |
| MF                   | 5  | 中田浩二     |      |
| MF                   | 17 | 小笠原満男   |      |
| MF                   | 10 | ビスマルク   |      |
| FW                   | 9  | 平瀬智行     | 82分 |
| FW                   | 30 | 鈴木隆行     |      |
| 控え:                |    |              |      |
| GK                   | 29 | 加藤慎也     |      |
| DF                   | 24 | 羽田憲司     |      |
| MF                   | 6  | 本田泰人     | 59分 |
| MF                   | 16 | 本山雅志     | 82分 |
| FW                   | 11 | 長谷川祥之   |      |
| 監督:                |    |              |      |
| トニーニョ・セレーゾ |    |              |      |

| 清水エスパルス           |    |            |      |
|                          |    |            |      |
| GK                       | 1  | 真田雅則   |      |
| DF                       | 2  | 斉藤俊秀   |      |
| DF                       | 11 | 森岡隆三   |      |
| DF                       | 4  | 戸田和幸   |      |
| MF                       | 25 | 市川大祐   |      |
| MF                       | 7  | 伊東輝悦   |      |
| MF                       | 5  | サントス   |      |
| MF                       | 10 | 澤登正朗   | 66分 |
| MF                       | 8  | アレックス |      |
| FW                       | 17 | 横山貴之   |      |
| FW                       | 12 | オリバ     |      |
| 控え:                    |    |            |      |
| GK                       | 24 | 黒河貴矢   |      |
| DF                       | 3  | 古賀琢磨   |      |
| MF                       | 13 | 平松康平   | 66分 |
| FW                       | 9  | 安永聡太郎 |      |
| FW                       | 15 | 久保山由清 |      |
| 監督:                    |    |            |      |
| ゼムノビッチ・ズドラブコ |    |            |      |